# João Pedro Sousa
João Pedro Ramos Borges Sousa (Luanda, África Occidental Portuguesa, 4 de agosto de 1971) es un exjugador y entrenador de fútbol portugués. Actualmente está sin club.
Después de trabajar como asistente de Marco Silva, dirigió por derecho propio en la Primeira Liga en Famalicão y Boavista.

## Carrera como jugador
Como futbolista, tuvo una carrera modesta, jugando para el equipo juvenil del Braga. Sousa pasó por la Primeira Liga, habiendo jugado 49 partidos en clubes, para clubes como Braga, Chaves o Rio Ave. Terminaría su carrera como jugador, a los 32 años, en 2003 jugando para Caçadores das Taipas, de Guimarães.

## Carrera como entrenador

### Inicios
Sousa fue asistente a largo plazo de Marco Silva de 2012 a 2019, quien fue su excompañero de equipo en Trofense. Colaboró con él en los clubes Estoril y Sporting de Lisboa de la Primeira Liga, así como en el Olympiacos de la Superliga de Grecia y en tres equipos de la Premier League inglesa Hull City, Watford y Everton.

### Famalicão
Sousa se convirtió en entrenador del Famalicão el 31 de mayo de 2019, firmando un contrato de dos años en un equipo que acababa de lograr el ascenso a la Primeira Liga por primera vez en 25 años. En el primer mes de la temporada, fue elegido Entrenador del Mes por ganar tres y empatar uno de los cuatro encuentros disputados. Logró nuevamente el mismo premio en el mes de septiembre con el equipo de Vila Nova de Famalicão aún invicto; obteniendo el 56,16% de los votos.
El equipo de Sousa pasó gran parte de la temporada 2019-20 compitiendo por la clasificación europea, pero no lo logró ya que cayó ante el Rio Ave en la última jornada. En la Copa de Portugal, llegaron a las semifinales por primera vez, pero el Benfica los eliminó por 4-3 en el global. Fue destituido el 31 de enero de 2021, con el club un puesto por encima del descenso.

### Boavista
El 28 de junio de 2021, Sousa reemplazó a Jesualdo Ferreira como técnico del Boavista con un contrato de dos años. Se marchó el 30 de noviembre con el club en el puesto N°11, diciendo que había recibido una oferta superior del Al-Raed de la Liga Profesional Saudí.

### Al-Raed
Sousa fue contratado por el Al-Raed el 26 de enero de 2022, en sustitución del técnico español Pablo Machín. Habiendo ganado una vez en ocho juegos, fue suspendido y despedido a fines de mayo con dos juegos restantes, por haber criticado a sus jugadores por faltar a los entrenamientos.

### Segunda etapa en Famalicão
El 22 de septiembre de 2022, Sousa regresó al Famalicão, que se ubicaba en el puesto N°16 de la Primeira Liga.El 19 de marzo de 2024, fue destituido de su cargo luego de una serie de malos resultados.

### Baniyas
El 25 de junio de 2024, fue oficializado como entrenador del Baniyas Club.El 8 de enero de 2025, fue relevado de sus funciones luego de que el equipo no ganara desde el mes de octubre.

## Clubes

### Como jugador
| Club      | País     | Año       |
| --------- | -------- | --------- |
| Braga     | Portugal | 1991-1993 |
| Chaves    | Portugal | 1993-1995 |
| Rio Ave   | Portugal | 1995-1997 |
| Vila Real | Portugal | 1997-1998 |
| Trofense  | Portugal | 1998-2001 |
| Taipas    | Portugal | 2001-2003 |

### Como entrenador
| Club         | País                   | Año       | PJ  | PG | PE | PP | Rendimiento |
| ------------ | ---------------------- | --------- | --- | -- | -- | -- | ----------- |
| Famalicão    | Portugal               | 2019-2021 | 59  | 21 | 19 | 19 | 46.33%      |
| Boavista     | Portugal               | 2021      | 16  | 5  | 5  | 6  | 41.67%      |
| Al-Raed      | Arabia Saudita         | 2022      | 13  | 4  | 3  | 6  | 38.46%      |
| Famalicão    | Portugal               | 2022-2024 | 65  | 24 | 16 | 25 | 45.13%      |
| Baniyas Club | Emiratos Árabes Unidos | 2024-2025 | 15  | 5  | 2  | 8  | 37.78%      |
| Total        | Total                  | Total     | 168 | 59 | 45 | 64 | 44.05%      |